# David Frankel
Pour les articles homonymes, voir Frankel (homonymie).
David Frankel, né le 2 avril 1959 à New York, est un réalisateur américain. Il est connu pour avoir réalisé deux adaptations de best-sellers au cinéma : Le diable s'habille en Prada et Marley et moi, qui connaissent des succès.

## Biographie
David Frankel est né en avril 1959 à New York. Ses parents sont Max et Tobia Simone Frankel.
Il a un frère, Jon Frankel et une sœur, Margot Frankel.

## Filmographie

### Réalisateur
- 1989 : Doctor Doctor (4 épisodes)
- 1992 : Grapevine (en) (6 épisodes)
- 1995 : Miami Rhapsodie (Miami Rhapsody)
- 1996 : Dear Diary (court métrage)
- 1998 : De la Terre à la Lune (From the Earth to the Moon) (3 épisodes)
- 2001 : Frères d'armes (Band of Brothers) (2 épisodes)
- 2001 - 2003 : Sex and the City (6 épisodes)
- 2002 : Just Like You Imagined (court métrage)
- 2002 : The Pennsylvania Miners' Story (en) (téléfilm)
- 2004 : Entourage (2 épisodes)
- 2006 : Le diable s'habille en Prada (The Devil Wears Prada)
- 2008 : Marley et moi (Marley and Me)
- 2011 : Drôles d'oiseaux (The Big Year)
- 2012 : Tous les espoirs sont permis (Hope Springs)
- 2013 : Un incroyable talent (One Chance)
- 2016 : Beauté cachée (Collateral Beauty)
- 2018 : Manifest (1 épisode)
- 2019 : The Morning Show (2 épisodes)
- 2020 : The Baker and the Beauty (en) (2 épisodes)
- 2022 : Jerry and Marge Go Large
- 2022 : Inventing Anna (2 épisodes)

### Scénariste
- 1989-1990 : Doctor Doctor (6 épisodes)
- 1990 : Chéri, dessine-moi un bébé (en) (Funny About Love) de Leonard Nimoy
- 1992 : Teech (en) (2 épisodes, également créateur)
- 1992 : Grapevine (en) (6 épisodes, également créateur)
- 1992 : Nervous Ticks de Rocky Lang
- 1995 : Miami Rhapsodie (Miami Rhapsody) de lui-même
- 1996 : Dear Diary de lui-même (court métrage)
- 2005 : Rome (1 épisode)

### Producteur exécutif
- 1989-1991 : Doctor Doctor (39 épisodes)
- 1991 : Teech (en) (13 épisodes)
- 1992 : Grapevine (en) (6 épisodes)
- 1995 : Miami Rhapsodie (Miami Rhapsody) de lui-même (producteur)
- 2013 : The Short Game de Josh Greenbaum (documentaire)
- 2016 : Chronically Metropolitan (en) de Xavier Manrique
- 2016 : Two Similar Strangers de Zulena Segarra-Berríos (court métrage)
- 2018 : Manifest (1 épisode)
- 2020 : The Baker and the Beauty (en) (9 épisodes)
- 2022 : Inventing Anna (1 épisode)
- 2022 : Who Invited Charlie? (en) de Xavier Manrique
- 2022 : OUT de Colin Mader (court métrage)
- 2022 : Rumors de D. Nikki Wheeler (court métrage)
- 2022 : Generically Hot Girls Do Education d'Alex Moreno (court métrage)

## Nominations et récompenses
- Oscar du meilleur court métrage en prises de vues réelles pour Dear Diary[1]